# 2016 FU58
2016 FU58, também escrito como 2016 FU58, é um objeto transnetuniano que está localizado no cinturão de Kuiper, uma região do Sistema Solar. O mesmo possui uma magnitude absoluta de 6,6 e tem um diâmetro estimado de 211 km. O astrônomo Mike Brown lista este objeto em sua página na internet como um candidato a possível planeta anão.

## Descoberta
2016 FU58 foi descoberto no dia 28 de março de 2016 pelo DECam.

## Órbita
A órbita de 2016 FU58 tem uma excentricidade de 0,147 e possui um semieixo maior de 44,380 UA. O seu periélio leva o mesmo a uma distância de 37,836 UA em relação ao Sol e seu afélio a 50,925 UA.